# Tidningen Folket
Tidningen Folket eller Folket var från 1905 till 2015 en lokal nyhetstidning i Södermanlands län med huvudredaktion och tryckeri i Eskilstuna. Tidningen var först en dagstidning med sexdagarsutgivning men utkom från 2012 endast på söndagar. Folket grundades 1905 (som Sörmlands-Kuriren) och ledarsidan var socialdemokratisk. Folket var, i upplaga räknat, den näst största lokala dagstidningen i Eskilstuna efter liberala Eskilstuna-Kuriren. Folket hade en finskspråkig sida i varje nummer fram till 2006, riktad till Eskilstunas stora finskspråkiga minoritet.

## Äldre historia för tidningen 1906–1982

### Redaktion
Föregångaren till Folket hette Sörmlands kuriren och kom ut från 29 augusti 1905 till 30 december 1905. Tidningen Folket särredovisas perioden från 30 december 1905 till 30 september 1982. Fullständiga titeln var 1906 Folket / Tidning för Sörmland och Västmanland - Organ för Sveriges Socialdemokratiska Arbetarparti. Den kom sedan ut under två titlar: Folket Nord och Folket Syd 1982 till 1989 innan den åter blev en tidning 1989–2015. Redaktionsort för tidningen 1905–1982 har hela tiden varit Eskilstuna. Politisk tendens för tidningen var socialdemokratisk till 1982.
Den första redaktionen låg i Folkets hus vid Careliigatan. Redaktionen var ett rum, två bord, tre stolar. Redan 1906 huserade tidningen på Kungsgatan 6, på innergården i två rum.
| Period                 | Ansvarig utgivare                        | Period                 | Redaktör                                       |
| 1905-12-01--1908-10-31 | Fredrik Ström                            | 1906-01-03--1908-10-31 | Fredrik Ström                                  |
| 1908-11-01--1910-01-13 | Alfred Kämpe                             | 1908-11-02--1910-07-02 | Alfred Kämpe                                   |
| 1910-01-14--1910-09-29 | Jonsson, Per Conrad, tidningsmannen      | 1910-07-04--1910-10-05 | Jonsson, Conrad                                |
| 1910-09-30--1941-05-13 | Pettersson, Oskar Julius, tidningsmannen | 1910-10-07--1911-12-30 | Pettersson, Julius                             |
| 1941-05-14--1943-09-30 | ingen uppgift                            | 1912-01-03--1920-03-09 | Svensson, C. E.                                |
| 1943-10-01--1958-12-31 | Ossian Sehlstedt                         | 1920-03-10--1943-09-30 | Jonsson, Conrad                                |
| 1959-01-02--1959-02-02 | ingen uppgift                            | 1943-10-01--1958-12-31 | Ossian Sehlstedt                               |
| 1959-02-03--1969-01-02 | Svensson, Olle                           | 1959-01-02--1959-02-02 | ingen uppgift                                  |
| 1969-01-03--1970-12-31 | Schultz, Roland                          | 1959-02-03--1978-12-30 | Svensson, Olle från 1968 politisk chefredaktör |
| 1971-01-02--1976-08-06 | Hjelte, Stig                             | 1979-01-02--1982-09-30 | Schultz, Roland                                |
| 1976-08-07--1981-03-31 | Östlund, Eric                            |                        |                                                |
| 1981-04-01--1982-09-30 | Schultz, Roland                          |                        |                                                |

Tidningen gavs ut i två editioner 1928–1933. Huvudupplagan kom ut i Eskilstuna medan B-upplagan kom ut i Katrineholm, och denna senare upplaga täckte även Flen, Nyköping och Kungsör. 1948 till 1962 hade tidningen tre upplagor för Eskilstuna, Katrineholm och Nyköping. 1966 till 1970 hade tidningen en middagsedition för Västmanland. Periodiska bilagor om TV, Helgbilagor och Sport har funnits under denna tid. Tidningen var endagars med lördagsutgivning vid starten som Sörmlandskuriren men redan 3 januari blev den fyradagarstidning måndag, onsdag fredag och lördag. Från den 1 december 1915 blev Folket sexdagarstidning. På 1920-talet blev tidningen kvällstidning och tog upp detta i titeln 1921. Västmanland ströks ut titeln till Socialdemokratiska arbetarpartiet 1929. 1955 reducerades titeln till bara Folket.

### Tryckning
Den första pressen var en snällpress. Man kunde bara trycka ena sidan först och andra sidan därefter. Yttersidorna trycktes först med annonser på förstasidan och innersidorna trycktes senare med nyheterna. Rotationspress införskaffades 1906 och den fick namnet Gamle Svarten.
Tidningen trycktes med antikva på inledningsvis stora satsytor 1906, därefter är de okända då de inte registrerats i Nya Lundstedt på KB. Tidningen trycktes bara i svart färg till 1956. 1956 började tidningen tryckas i svart + en färg och från 1973 fick den delvis färgtryck som dock bara användes ibland. Sidantal i tidningen var 4 fram till 1920, och blev därefter 8-10 sidor 1927. 1974 till 1982 var det 32 till 48 sidor i tidningen. Priset för prenumeration var 1906 5,05 kronor och ökade till 16 kronor 1921. Det sjönk sedan till 12 kr 1923. 1942 kostade tidningen 20 kr. 1966 var priset 110 kronor och för första gången över 100 kronor. 1981 kostade tidningen 445 kr. Upplagan var 7000 exemplar 1906, sedan 11500 1908 och varierade sedan runt 10 000 exemplar till 1940 då den ökat till 12 500 exemplar. Den ökade till över 20 000 ex 1952 och låg kvar där över 20 000 exemplar till 1973. Det är uppgifter från tidningen som inte är verifierade.
| Period                 | Tryckeri                    | Ort        |
| 1906-01-03--1906-10-31 | Carl Åkerbergs tryckeri     | Eskilstuna |
| 1906-11-02--1940-01-23 | Tryckeriaktiebolaget Folket | Eskilstuna |
| 1940-01-24--1960-05-02 | Tidningen Folket aktiebolag | Eskilstuna |
| 1960-05-03--1982-09-30 | Folktryck aktiebolag        | Eskilstuna |

## Samarbete med Eskilstuna-Kuriren
I januari 2013 köpte Eskilstuna-Kuriren 95 procent av aktierna  i Folket som därmed fick gemensam företagsledning, men olika chefredaktörer och ansvariga utgivare. Tidningarnas redaktioner konkurrerade inbördes på journalistikens alla områden, men hade visst annonssamarbete och delade tryckeri. 
Tidningen trycktes på Eskilstuna-Kurirens Tryckeri AB, i formatet halvberliner. Folket var den första dagstidningen i Sverige att göra detta. Tidningen bestod dock av två eller tre delar (beroende på veckodag) där den tredje kallades Folket XL och var gjord i helberliner-format (dvs dubbelt så stor, och falsad för att passa som inlaga). Detta av produktionstekniska skäl, plus att det underlättade för annonsförsäljningen.

## Nedläggning
Folket lades ner den 13 juni 2015, efter att under de sista åren från 2012 frångått den tidigare sexdagarsutgivningen och istället endast utkommit med ett nummer i veckan (på söndagar)..